# Juan Martínez Gutiérrez
Juan Tomás Martínez Gutiérrez (Bilbao, España, 8 de febrero de 1901 - Santiago, Chile, 31 de enero de 1976) fue un arquitecto chileno de origen español, galardonado con el primer Premio Nacional de Arquitectura en 1969.

## Biografía
Nacido en Bilbao, España, Martínez emigró con su familia, pasando un tiempo en Argentina entre 1907 y 1909, para finalmente llegar a Chile ese mismo año.
Martínez ingresó a la Facultad de Arquitectura de la Universidad de Chile en 1918, egresando en 1922.
En 1928, viajó a Europa donde permaneció hasta 1931, asistiendo a la segunda Escuela de la Bauhaus y estudiando la obra de los arquitectos más importantes de ese momento como Ludwig Mies van der Rohe, Peter Behrens, Le Corbusier y Walter Gropius, quienes marcaron su arquitectura.
Entre sus proyectos, se encuentran la Facultad de Derecho de la Universidad de Chime, el Pabellón de Chile en la Exposición Iberoamericana de Sevilla 1929, el Templo Votivo de Maipú y la Escuela Militar.
Entre 1953 y 1956, participó en el proyecto de la Biblioteca Central de la Universidad Nacional Autónoma de México junto con Gustav Saavedra como asociados de Juan O'Gorman.

En 1969, fue galardonado con el Premio Nacional de Arquitectura.

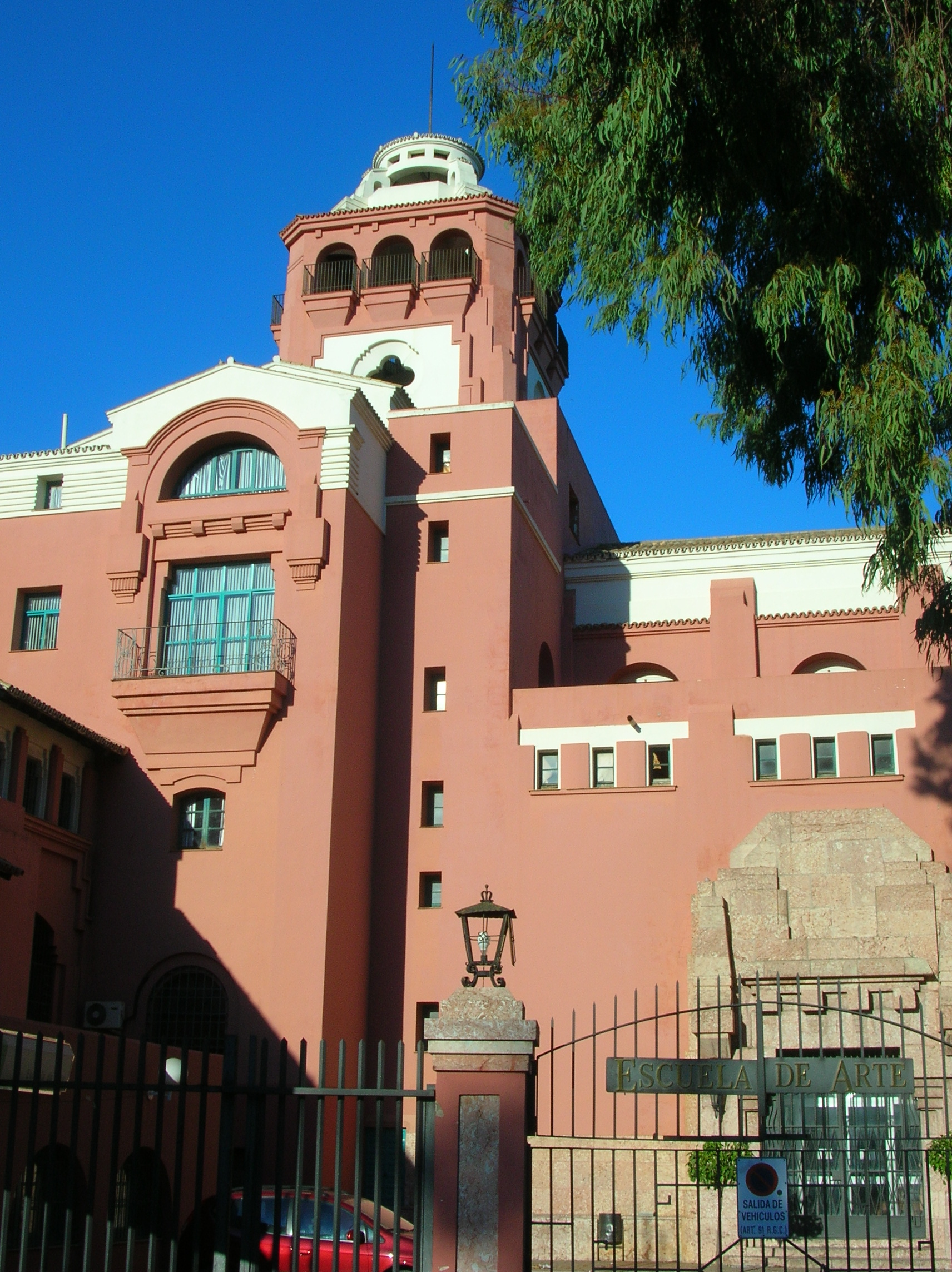
Martínez diseñó el Pabellón de Chile para la Exposición Iberoamericana de Sevilla de 1929.

## Obras

### Arquitectura
Diseñó grandes obras en Chile, entre las que destacan:
- Facultad de Derecho de la Universidad de Chile. Inaugurada en 1938, está ubicada en un área central de la ciudad de Santiago. Es tal vez su obra más representativa. En ella destacan su simpleza, y la ausencia de ornamentación, pese a lo cual se guardan las formas tradicionales en su hall de acceso y su famosa columnata. En el año 2014, el edificio fue declarado como Monumento Histórico Nacional bajo decreto 289.[14][15][16]
- Escuela Militar (1943). Está ubicada en la comuna de Las Condes, y ocupa una extensa superficie, en la que destacan sus grandes patios interiores.
- Facultad de Medicina de la Universidad de Chile. Obra concluida en 1960, está ubicada en la comuna de Independencia y ha sido magistralmente integrada -espacial y funcionalmente- con el Hospital Clínico José Joaquín Aguirre, de la misma Universidad.
- Templo Votivo de Maipú. Inaugurado en 1974, está ubicado en la comuna de Maipú. La iglesia es de gran majestuosidad, y resalta en ella su forma escultórica. El templo, de 90 metros de alto, está flanqueado por una columnata de dos brazos curvos, que conforman una extensa plaza de forma elíptica. En el año 1984, el edificio fue declarado como Monumento Histórico Nacional bajo decreto 645.[17][18]

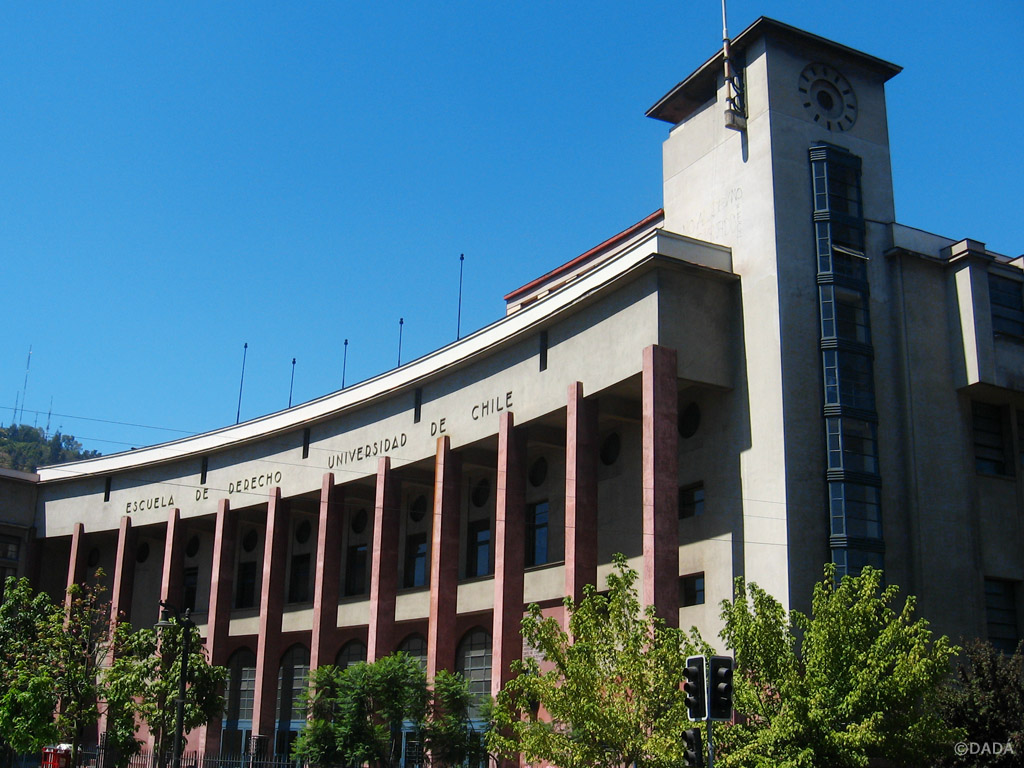
Facultad de Derecho UCH
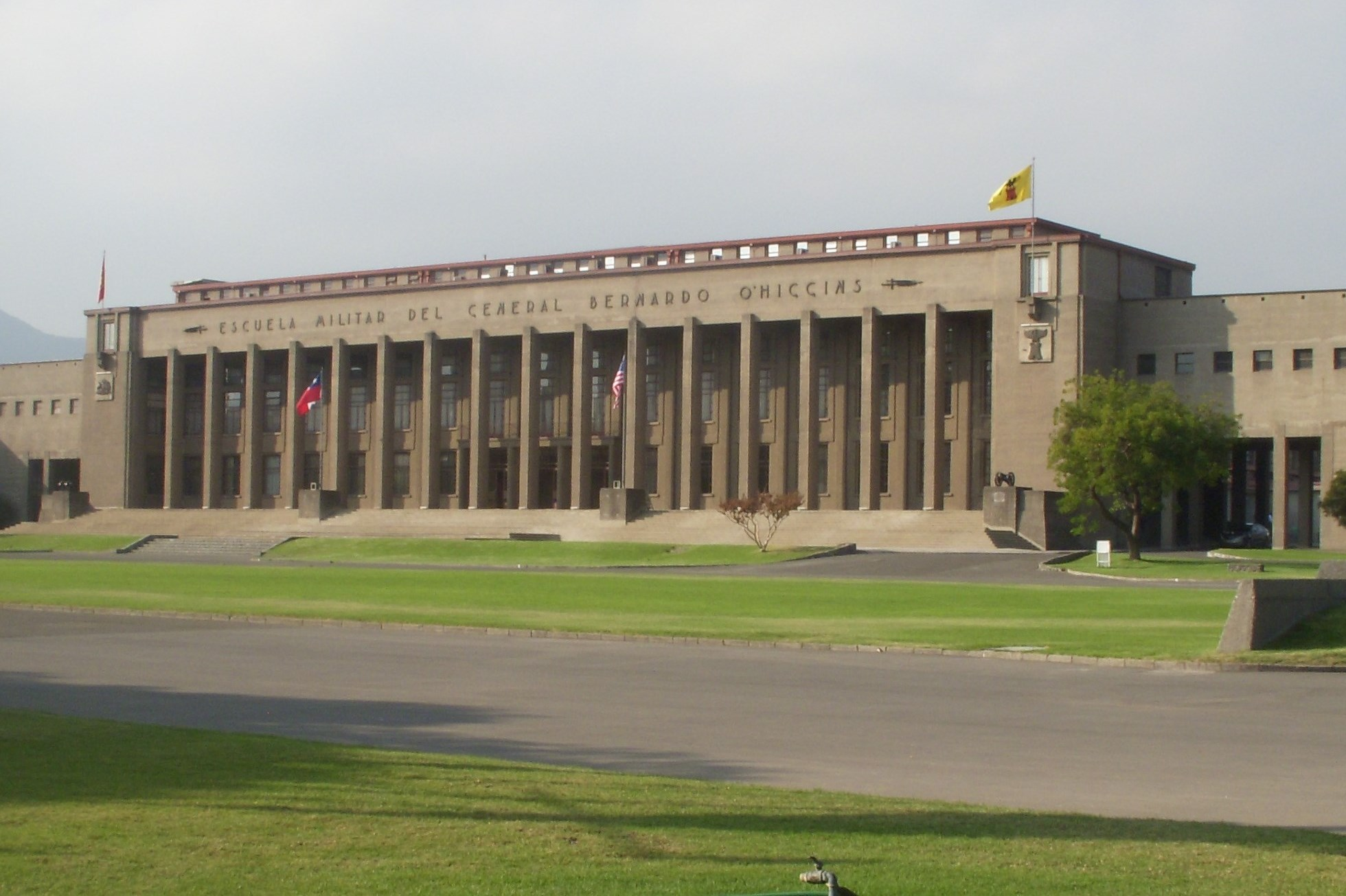
Escuela Militar
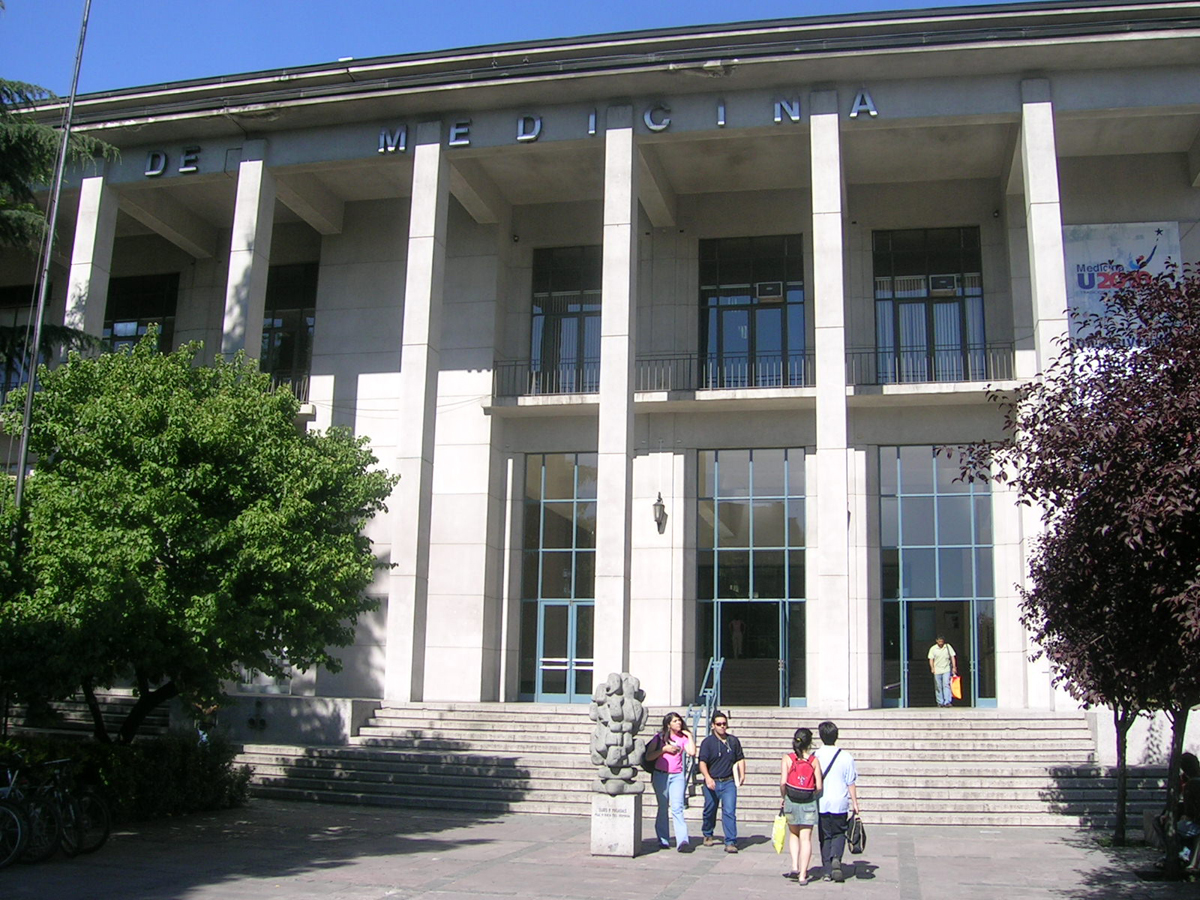
Facultad de Medicina UCH
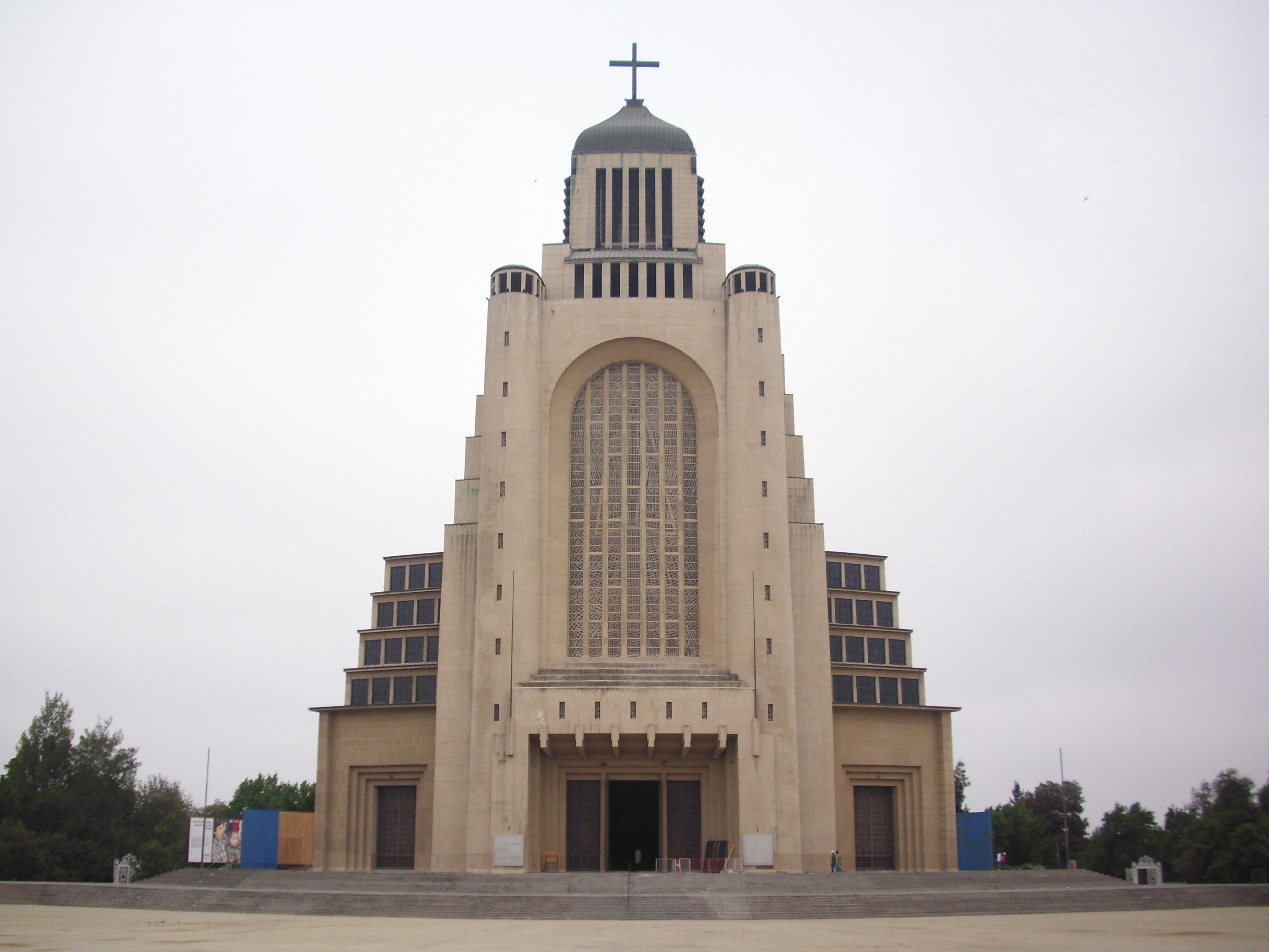
Templo Votivo de Maipú

### Artes visuales
Como pintor, expuso en dos oportunidades sus cuadros; de forma individual en 1997 para el Museo de Arte Contemporáneo de la Universidad de Chile en Santiago y de forma colectiva en el año 1984, para la exposición "La Pintura al Agua en Chile", en el Instituto Cultural de Providencia en Santiago.
Su obra pictórica fue más bien desconocida hasta que en el año 2013, se realizó en el Instituto Cultural de Las Condes, una exposición de las acuarelas, dibujos, bocetos y fotografías que realizó en sus estancias en Europa, en donde realizó hasta cerca de 140 obras.